# Krisztián Lovassy
Krisztián Lovassy (nascido em 27 de junho de 1988) é um ciclista húngaro que competiu no ciclismo nos Jogos Olímpicos de Verão de 2012, representando a Hungria.